# Вокодер

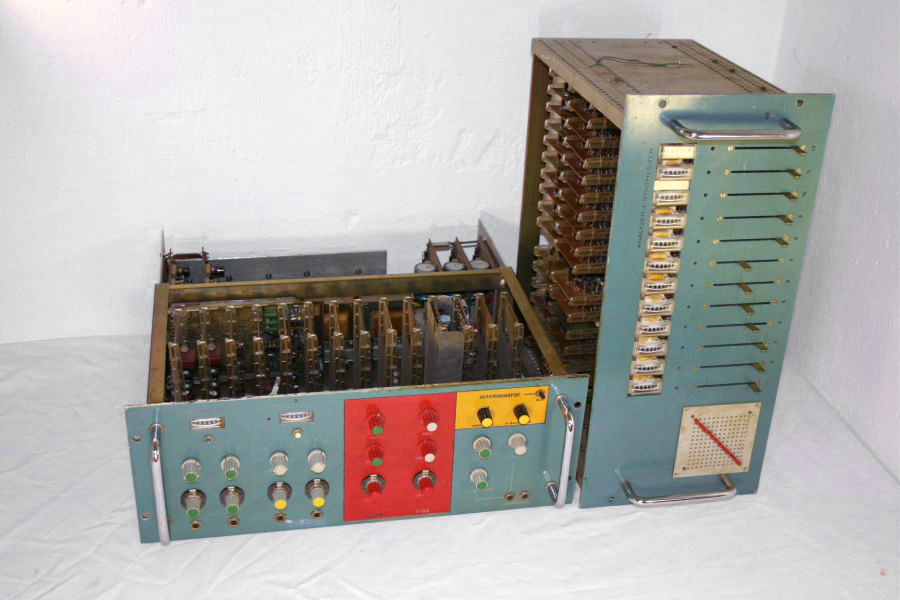
Вокодер 1970-х років, збудований і використовуваний групою Kraftwerk

Вокодер (англ. vocoder) — інструмент, призначений для аналізу та синтезу звуків та мовлення. Початково був винайдений як кодифікатор мови для телекомунікацій в 1930-х роках. Вокодер призначався для забезпечення надійного радіозв'язку — голос оцифровувався, кодувався і передавався вузькосмуговим голосовим каналом. Винахідником вокодера вважається американський інженер Гомер Дадлі (Homer Dudley), який запатентував свій винахід у 1935 році.
З середини 1970-х років вокодер широко застосовується в музичній практиці. Вперше вокодер був використаний групою Kraftwerk в 1974 р. в альбомі «Autobahn», пізніше він широко використовували у своїй творчості Pink Floyd, Жан-Мішель Жарр та інші музиканти.

## Приклади використання вокодера
В музичній практиці застосування вокодера полягає у перетворенні звуку людського голосу шляхом зміни його амплітудних і частотних характеристик. Розрізняють одноголосі (моно-) і багатоголосні (полі-) вокодери. Полівокодер може синтезувати один «живий» голос в акорди, які виконавець натискає на клавіатурі вокодера, подібній до фортепіанної, проте діапазоном, як правило у 2 октави. Можна використати звук вокодера з підмішуванням звуку «живого» голосу, використовуючи вбудований у вокодер мікшер. В сучасній практиці вокодери реалізуються як програмне забезпечення.